# 邵員
邵員（？—？），字德方，東漢末期到三國時揚州會稽郡餘姚縣人。據《太平御覽》引《會稽典錄》所載邵員原與同縣虞俊為鄰居，但邵員從來不認識虞俊。十多年後虞俊入吳，與吳臣張溫、朱據等「清談乾云」，虞俊受到張溫等人敬重並在吳地出名，邵員得知後相當懊悔沒早點認識虞俊。